# جين غولي
جين غولي (بالإنجليزية: Jeanne Golay)‏ مواليد 16 أبريل 1962، هي دراج أمريكية سابقة. سبق أن شاركت في دورة الألعاب الأولمبية الصيفية.

## سجل النتائج

### سباقات أو مراحل فازت بها
- بطولة العالم لسباق الدراجات على الطريق

## الميداليات
| الميدالية | المسابقة                                    |
| --------- | ------------------------------------------- |
| ذهبية     | بطولة العالم لسباق الدراجات على الطريق 1992 |
| برونزية   | بطولة العالم لسباق الدراجات على الطريق 1994 |

## روابط خارجية
- جين غولي على موقع أرشيف الدراجات (الإنجليزية)
- جين غولي على موقع إحصائيات الدراجات الإحترافية (الإنجليزية)
- جين غولي على موقع CycleBase (الإنجليزية)
- جين غولي على موقع أوليمبيديا (الإنجليزية)